# Архієрейський палац (Могильов)
53°53′43″ пн. ш. 30°20′04″ сх. д. / 53.895226° пн. ш. 30.33447° сх. д.
Архієрейський палац (біл. Архірэйскі палац) — пам'ятка архітектури пізнього бароко в Могильові. Збудований у 1772—1785 гг. для архієпископа Г.  Кониського архітектором І. К. Глаубіцом. Історико-культурна пам'ятка міжнародного значення.

## Історія

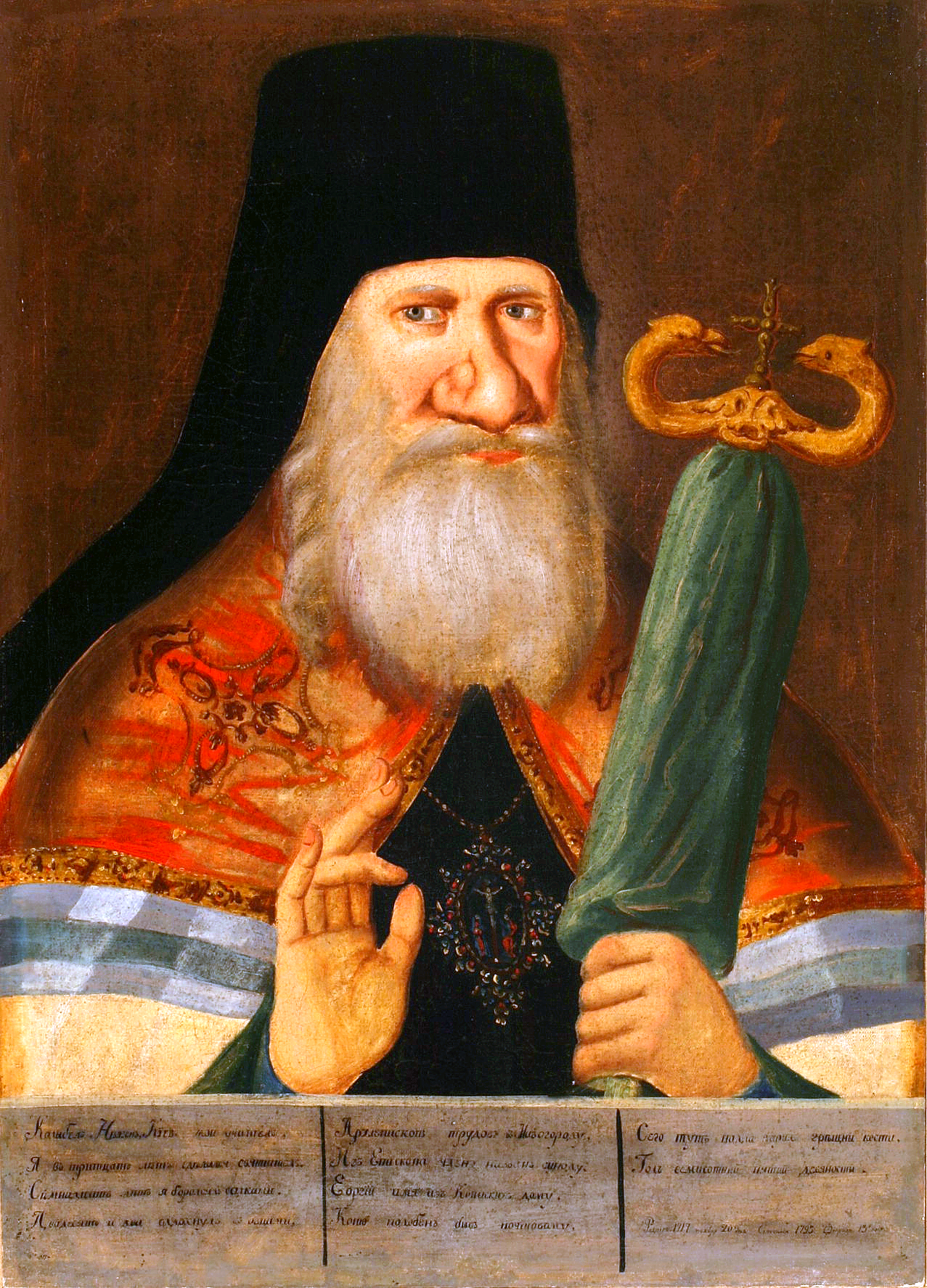
Георгій Кониський

Архієрейський палац входив у ансамбль Спасівського монастиря, разом з яким і будинком духовної семінарії складав єдиний містобудівний комплекс. Побудований у 1772—1785 роках у глибині квартала на високому березі Дніпра за проектом віленського архітектора Й. К. Глаубіца на замовлення архієпископа Г. Кониського. Був резиденцією останнього17 85—1795 ггрр з 1797 р.р— А. Братановського. У 1918 р. будівлю займала Могилевська губернська надзвичайна комісія.

## Архітектура

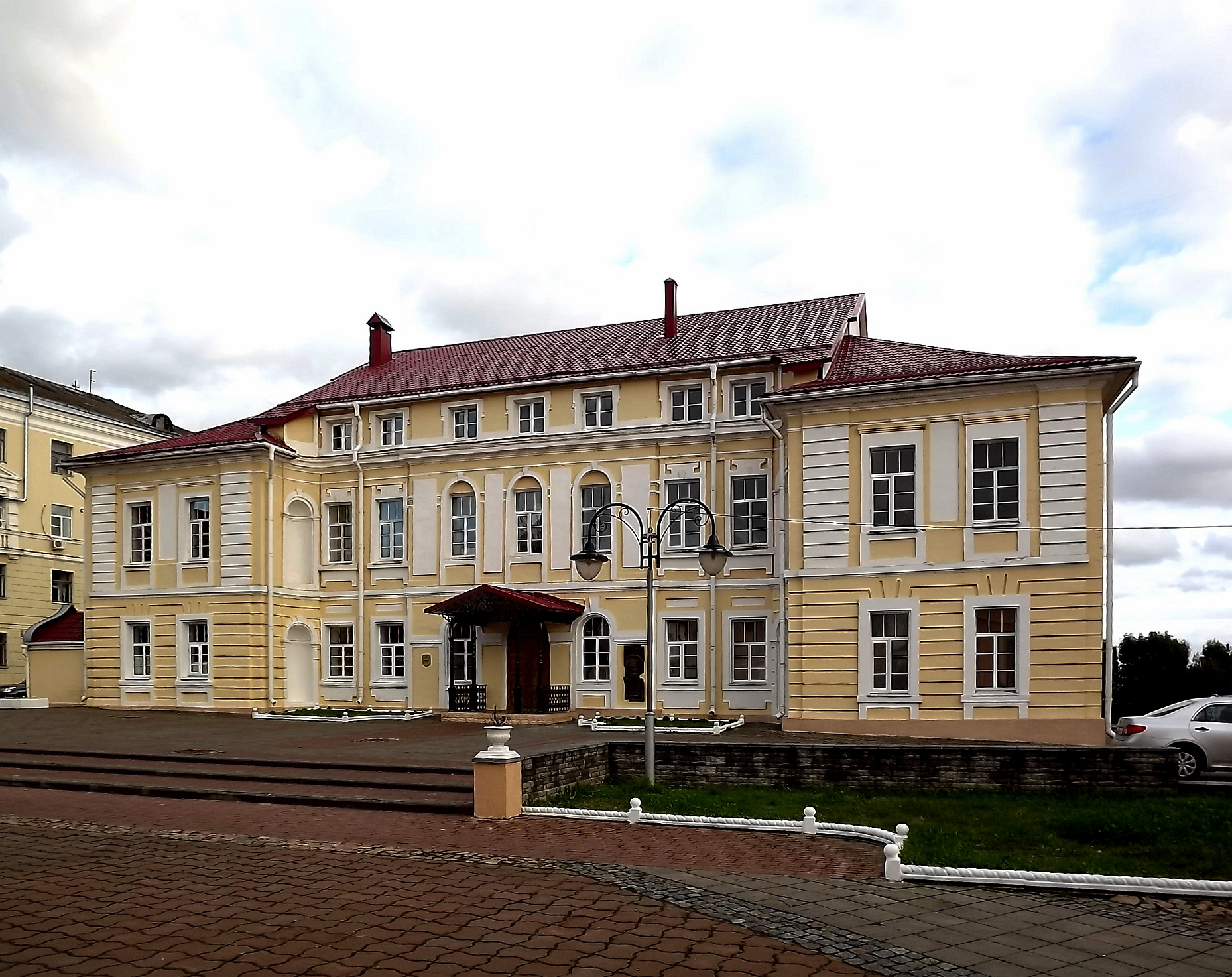
Архієрейський палац

Палац являє собою кам'яний триповерховий будинок, прямокутна в плані з симетричними двоповерховими ризалітами. Головний і дворовий фасади мають криволінійні переходи до ризалітів. Стіни оздоблені з глибоким горизонтальним рустом і рустованими пілястрами на кутах, прямокутними віконними прорізами з лиштвами, фільонковими  нішами, тонкопрофільованими карнизами. Третій пверх атикави в центральній частині. Головний вхід виділяється арочним порталами з козирком на металевих колонах.
Центральне місце в інтер'єрі палацу займав вестибюль з тримаршовимисходами. На першому поверсі знаходилася парадний зал для прийомів і службові кімнати, на другому - особисті покої ахієпископа: спальня, кабінет, бібліотека, на третьому - господарські приміщення. У XX ст. внутрішнє планування було змінено.

### Огорожа

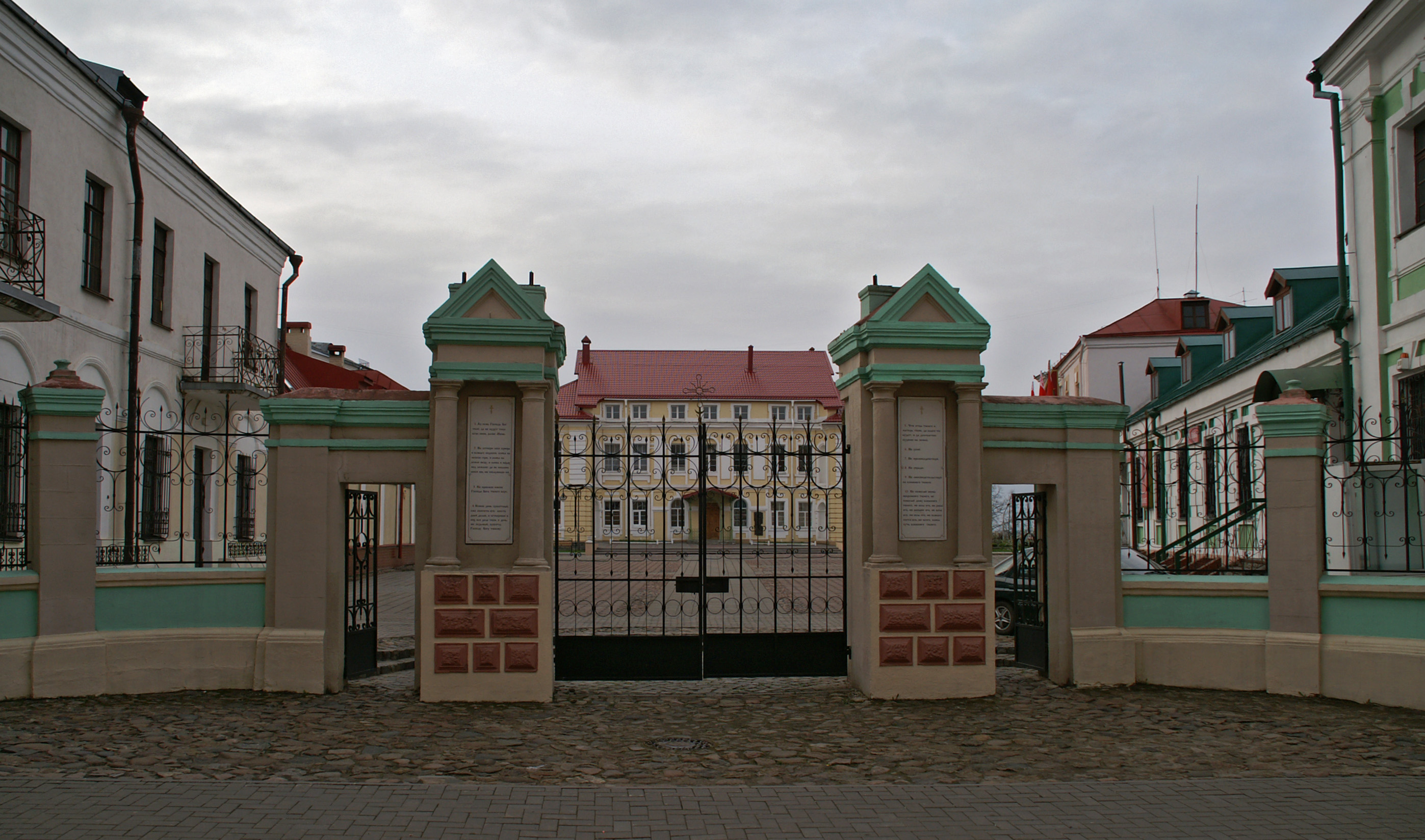
Брама палацу

Після 1853 р. на території архієрейського двору на головній осі палацу як головний в'їзд побудована кам'яна брама. Ворота становлять собою два масивні пілони, прикрашені двома колонами доричного ордеру і завершені фронтонами, накритими двосхилим дахом. Приєднані до неї півколом стовпи з'єднані металевим парканом.